# Ilex colchica
Ilex colchica, широко відомий як колхидський або чорноморський падуб, є видом падуба, що походить із Болгарії, Туреччини та Кавказу.

## Морфологічна характеристика

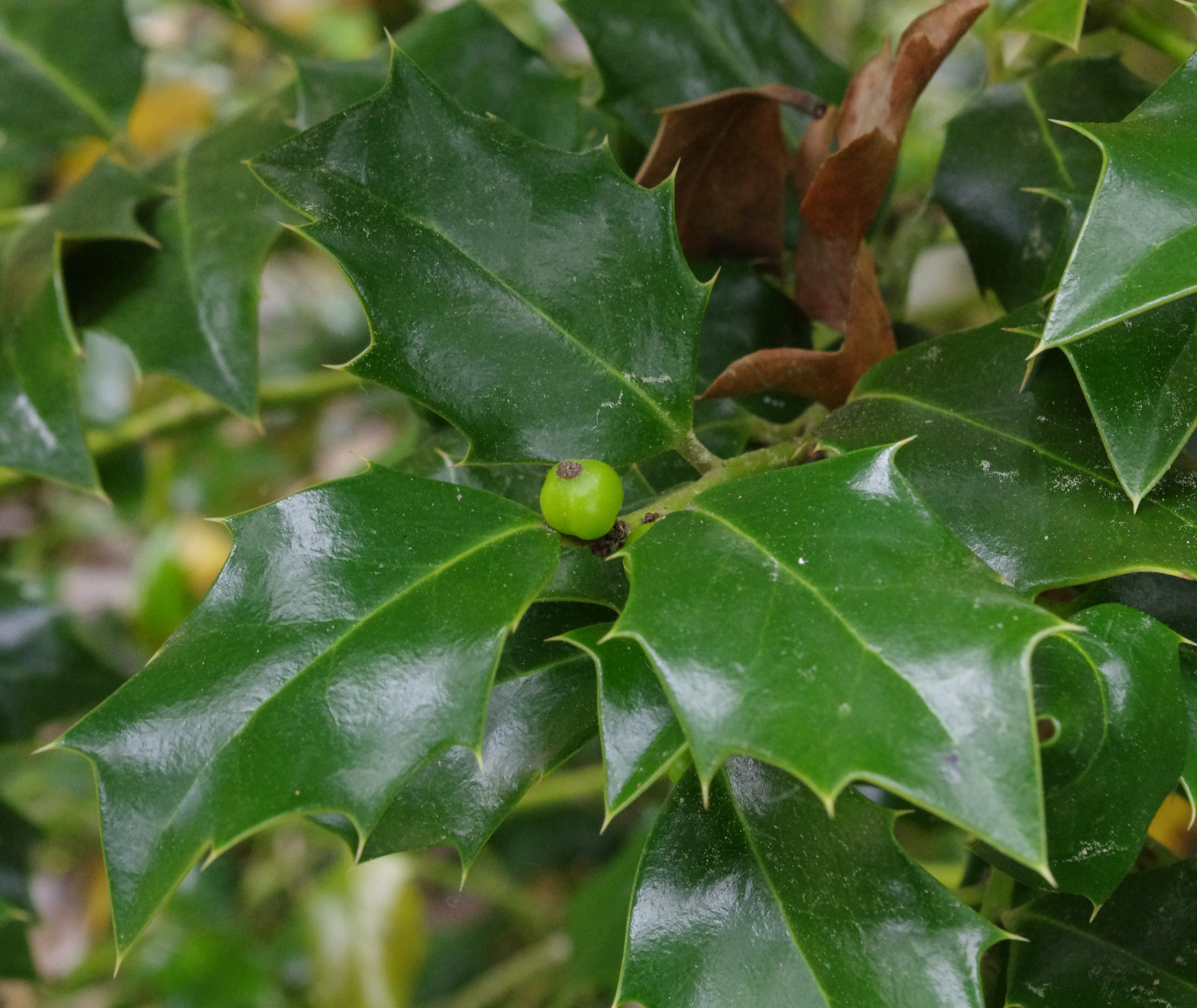

Це кущ 1–3 метрів, з висхідними гілками. Листки при висиханні швидко стають чорними, всі шипозубі; пластинки еліптично-ланцетної форми, 5–8 × 2.5–4 см, край ледь хвилястий з 3–7 шипами, спрямованими вперед, бічних жилок по 4–7 з кожного боку; ніжка 3–6 × 1–1.5 мм, глибоко бороздчаста. Квітує у червні й липні.

## Середовище проживання
Ареал: Болгарія, Північний Кавказ, Азербайджан, Вірменія, Грузія, Туреччина. Населяє ліси, чагарники, в тінистих ярах 60–1800 метрів.